# Frontera entre Polonia y la República Checa
La frontera entre Polonia y la República Checa es la frontera internacional que se extiende de oeste a este y separa el sureste de Polonia (Silesia) del este de la República Checa, ambos miembros de la Unión Europea y firmantes de los acuerdos de Schengen.

## Trazado
Comienza el noroeste, a la altura del paralelo 51° norte, en el trifinio entre Polonia, la República Checa y Alemania, pasa por las proximidades del Sněžka (República Checa) y de las ciudades de Jawor y Swidnica (Polonia) y de Ostrava (República Checa). En su extremo este termina el trifinio entre Polonia, la República Checa y Eslovaquia.

## Historia
El 16 de marzo de 1939 el Tercer Reich, tras la independencia de Eslovaquia (de hecho, era vasallo del Tercer Reich), creó el protectorado de Bohemia y Moravia a partir los territorios checos ocupados de Bohemia, Moravia y Silesia checa, que no estaban directamente ligados a Alemania como Sudetenland o en Polonia como Zaolzie. Era una unidad administrativa alemana autónoma, la frontera de la que coincidía con un fragmento de la antigua frontera polaco-checoslovaca. Esta frontera dejó de existir el 28 de septiembre de 1939, cuando las tropas del Tercer Reich y la URSS ocuparon el territorio entero de la Segunda República Polaca.

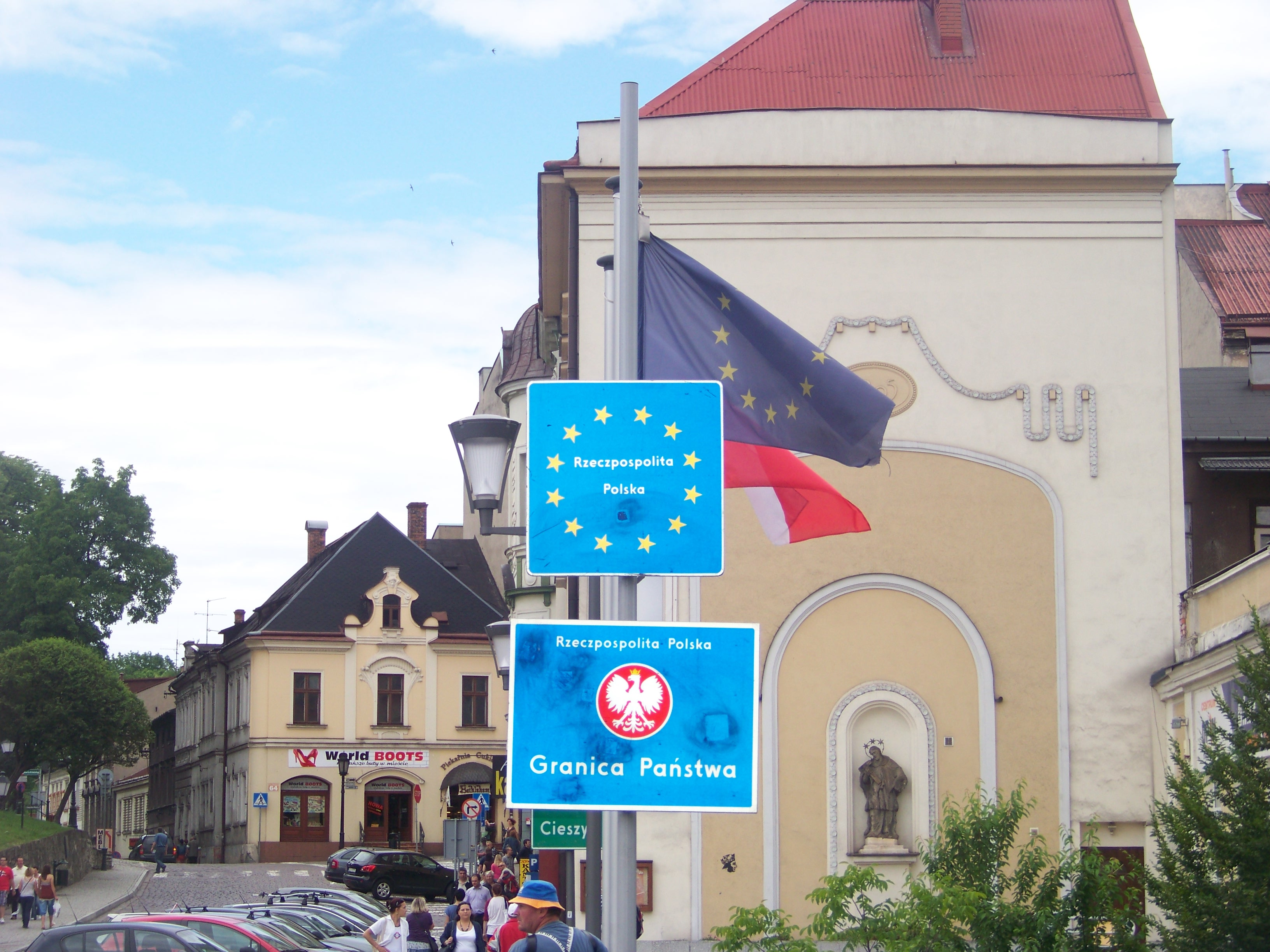
Frontera en la parte polaca, Cieszyn.

Durante la delimitación de la frontera en 1958, Polonia cedió a Checoslovaquia 1.205,9 ha, mientras que Checoslovaquia cedió a Polonia 837,46 ha. Desde 1992 se ha tratado la llamada "deuda fronteriza", por el que la República Checa debería transferir a Polonia 368,4 ha.
El 7 de abril de 2011, la radio checa anunció que el Ministerio del Interior de la República Checa planeaba transferir a Polonia 365 hectáreas de terreno, es decir, una parte de la región de Liberec, situada sobre el llamado promontorio Frýdlant, entre Świeradów-Zdrój y Bogatynia. El 8 de abril, el ministro polaco Jerzy Miller manifestó que la regulación planificada de la línea fronteriza no está relacionada con la llamada deuda fronteriza y los procedimientos administrativos derivados de cambios en los cauces de los ríos.